# Јерменија на Светском првенству у атлетици на отвореном 2013.
Јерменија је учествовала на Светском првенству у атлетици на отвореном 2013. одржаном у Москви од 10. до 18. августа једанаести пут, односно учествовала је под данашњим именом на свим првенствима од 1993. до данас. Репрезентацију Јерменије представљала је једна такмичарка која се такмичила у трци на 400 м препоне.
На овом првенству Јерменија није освојила ниједну медаљу, али је такмичарка Амалија Саројан поправила национални рекорд.

## Учесници
Жене:
- Амалија Саројан — 400 м препоне

## Резултати

### Жене
| Атлетичарка     | Дисциплина    | Лични рекорд | Квалификације | Квалификације | Полуфинале            | Полуфинале            | Финале                | Финале       | Детаљи                                       |
| Атлетичарка     | Дисциплина    | Лични рекорд | Резултат      | Место         | Резултат              | Место                 | Резултат              | Место        | Детаљи                                       |
| --------------- | ------------- | ------------ | ------------- | ------------- | --------------------- | --------------------- | --------------------- | ------------ | -------------------------------------------- |
| Амалија Саројан | 400 м препоне | 58,07 НР     | 57,97 НР      | 5 гр 1        | Није се квалификовала | Није се квалификовала | Није се квалификовала | 26 / 29 (32) | Архивирано на веб-сајту (30. септембар 2013) |